# Mai Anh Tuấn
Mai Anh Tuấn (chữ Hán: 枚英俊, 1815-1851) là một vị quan của triều đại nhà Nguyễn.

## Quê quán và nơi sinh
Mai Anh Tuấn quê ở Thạch Giản, Nga Thạch, Nga Sơn, Thanh Hóa nhưng sinh tại thôn Hoàng Cầu, giáp Đông Các, huyện Vĩnh Thuận - Hà Nội (nay là Ô Chợ Dừa, quận Đống Đa).

## Gia đình
Cha ông là Mai Thế Trinh, tri huyện Thanh Trì. Mẹ ông là bà Dương Thị Lan, người làng Thịnh Hào (Đống Đa, Hà Nội). Tổ bốn đời của ông là tiến sĩ Hương Lĩnh hầu Mai Thế Chuẩn.

## Sự nghiệp
Năm 1843 đời hoàng đế Thiệu Trị, Mai Anh Tuấn 28 tuổi, thi đỗ Đình nguyên Thám hoa. Ông được bổ làm Hàn lâm Thị độc, làm việc trong Nội các triều đình.
Sau một thời gian, ông dâng sớ can hoàng đế Tự Đức không nên phái đoàn quan chức đem thuyền nhà nước tiễn viên quan nhà Thanh, vì quá tốn kém, mà chỉ nên gửi họ theo thuyền buôn. Vua Tự Đức không hài lòng, kết tội ông "khi quân bất kính" và hạ chức, phái đi làm án sát tỉnh Lạng Sơn.
Đến Lạng Sơn, ông lo dẹp thổ phỉ để giữ gìn trị an. Năm 1851, quân thổ phỉ nhà Thanh tràn sang cướp phá vùng Tiên Yên, tiến sâu vào Lạng Sơn. Ông cùng Chưởng vệ Nguyễn Đạc đem quân đuổi đánh, bước đầu thắng lợi. Nhưng sau đó Nguyễn Đạc bị thương. Mai Anh Tuấn đem quân tiếp cứu nhưng gặp địa hình hiểm trở, cả ông và Nguyễn Đạc đều bị giết.

## Ghi công
Hoàng đế Tự Đức thương tiếc, lệnh đem thi hài ông về an táng tại Hoàng Cầu. Theo lệnh của vua, tỉnh Lạng Sơn và Thanh Hóa lập đền thờ ông. Linh vị và bát hương thờ được đặt ở đền Trung Nghĩa tại Hoàng thành Huế, bên cạnh các danh thần nhà Nguyễn. Phần mộ của ông và miếu thờ tọa lạc tại làng Hoàng Cầu (Hà Nội), được dân làng, con cháu thờ cúng đến nay.
Tên ông được đặt cho một con phố tại khu vực Hoàng Cầu, quận Đống Đa, nơi ông sinh ra.
Tại Thanh Hóa, từ năm học 1999 – 2000, trường cấp III Nga Sơn II đã được đổi tên là trường Trung học phổ thông Mai Anh Tuấn, đóng tại xã Nga Thành, huyện Nga Sơn, tỉnh Thanh Hóa.

## Chú giải
1. 1 2 3 4  Thám hoa Mai Anh Tuấn Lưu trữ ngày 8 tháng 12 năm 2009 tại Wayback Machine trên báo Hà Nội mới điện tử ngày 15/01/2007
2. ↑  Tên mới của 31 đường, phố trên báo An ninh thủ đô ngày thứ Sáu, 27/06/2008
3. ↑  Trường THPT Mai Anh Tuấn[liên kết hỏng]